# João Pozzobon

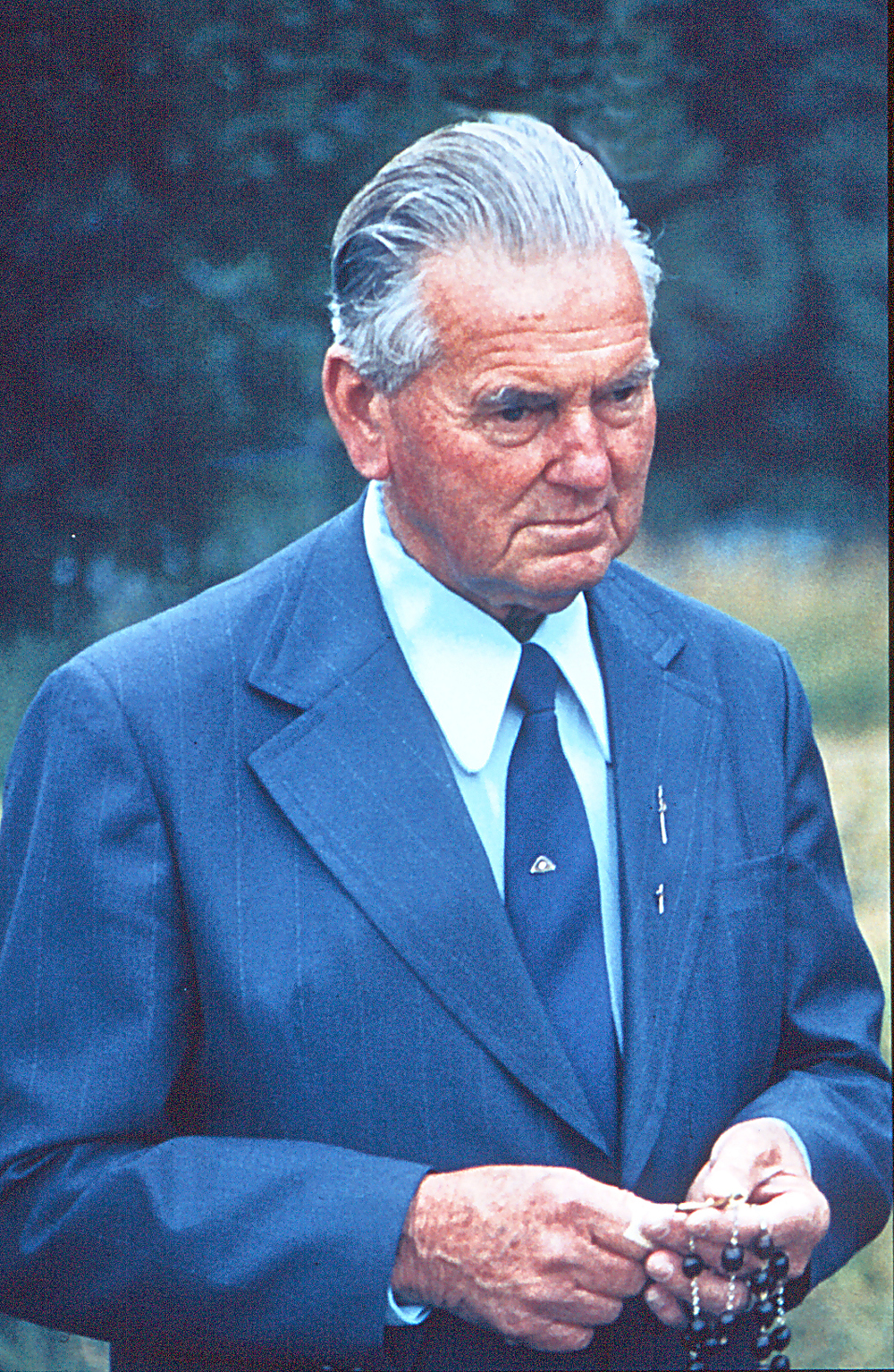
João Pozzobon

João Luiz Pozzobon (* 12. Dezember 1904 in Ribeirão; † 27. Juni 1985 in Santa Maria) war ein brasilianischer Diakon und Missionar und Initiator der Kampagne der Pilgernden Gottesmutter von Schönstatt.

## Leben
Als Sohn italienischer Auswanderer in Riberão Claro, Brasilien, geboren, lernte er Ende der 1940er Jahre in Santa Maria den Gründer der Schönstatt-Bewegung, Pater Josef Kentenich kennen. Im Jahr 1950 begann er, mit dem Gnadenbild Schönstatts Familien, Schulen, Krankenhäuser und Gefängnisse zu besuchen. Aus dem einfachen Anfang entwickelte sich eine neuartige Volkspastoral, vor allem, seit er im Jahr 1959 begann, kleinere Bilder in Kreisen von 10 bis 30 Familien wandern zu lassen. Die Kampagne der Pilgernden Gottesmutter greift wesentliche Elemente des neuen Kirchenverständnisses des II. Vatikanischen Konzils von der pilgernden Kirche und ihrer suchenden Seelsorge auf; sie erreicht vielfach Kirchenferne und führt in den Gemeinden zu einem beobachtbaren Ansteigen kirchlichen Engagements. Die Kampagne der Pilgernden Gottesmutter verbreitete sich seit 1983 auch außerhalb Brasiliens und erreichte 50 Jahre nach ihrer Gründung (2000) weltweit mehrere Millionen Menschen in 110 Ländern.
Am 30. Dezember 1972 empfing er die Diakonenweihe für das Bistum Santa Maria. Er starb im Alter von 80 Jahren bei einem Verkehrsunfall.
Das Bistum Santa Maria eröffnete 1994 das Seligsprechungsverfahren für Joao Luiz Pozzobon. Es wurde im Mai 2009 auf diözesaner Ebene positiv abgeschlossen und im Juni 2009 in Rom weitergeführt. Papst Leo XIV. erkannte ihm am 20. Juni 2025 den heroischen Tugendgrad zu.